# Melaya (Kecamatan)
Melaya ist ein Distrikt (Kecamatan) im Regierungsbezirk (Kabupaten) Jembrana der indonesischen Provinz Bali. Der Distrikt ist der nördlichste und flächenmäßig zweitgrößte im Kabupaten. Er grenzt im Norden an den Kecamatan Gerokgak (Kab. Buleleng) und im Süden/Südosten an Negara. Die Balisee mit ihrer etwa 30 km langen Küstenlinie bildet im Südwesten eine natürliche Grenze.

## Verwaltungsgliederung
Melaya gliedert sich in neun Desa, ein Kelurahan sowie 61 Banjar Dinas/Lingkungan und 69 Banjar Adat.
| Kode          | Dorf 1         | Fläche (km²) Ende 2021 | Einwohner Census 2010 | Einwohner Census 2020 | Einwohner Ende 2021 | Dichte Einw. pro km² |
| ------------- | -------------- | ---------------------- | --------------------- | --------------------- | ------------------- | -------------------- |
| 51.01.04.1001 | Gilimanuk      | 21,81                  | 8.352                 | 9.770                 | 9.623               | 441,2                |
| 51.01.04.2002 | Melaya         | 25,43                  | 10.520                | 13.066                | 13.431              | 528,2                |
| 51.01.04.2003 | Belimbingsari  | 28,00                  | 796                   | 928                   | 1.019               | 36,4                 |
| 51.01.04.2004 | Ekasari        | 38,89                  | 4.025                 | 4.947                 | 5.230               | 134,5                |
| 51.01.04.2005 | Nusasari       | 7,66                   | 2.995                 | 3.776                 | 3.876               | 506,0                |
| 51.01.04.2006 | Warnasari      | 25,93                  | 2.031                 | 2.479                 | 2.568               | 99,0                 |
| 51.01.04.2007 | Candikusuma000 | 8,04                   | 4.532                 | 5.459                 | 5.808               | 722,4                |
| 51.01.04.2008 | Tuwed          | 7,65                   | 4.250                 | 5.105                 | 5.264               | 688,1                |
| 51.01.04.2009 | Tukadaya       | 43,18                  | 5.962                 | 7.517                 | 7.834               | 181,4                |
| 51.01.04.2010 | Manistutu      | 30,28                  | 6.918                 | 8.447                 | 8.853               | 292,4                |
| 51.01.04      | Kec. Melaya    | 236,87                 | 50.381                | 61.494                | 63.506              | 268,1                |
Ergebnisse aus Zählungen: 2010 und 2020 bzw. Fortschreibung

## Bevölkerung

### Bevölkerungsentwicklung der letzten drei Halbjahre
| Datum      | Fläche (km²) | Einwohner | männlich | weiblich | Dichte (Einw./km²) | Sex Ratio m*100/w |
| ---------- | ------------ | --------- | -------- | -------- | ------------------ | ----------------- |
| 31.12.2020 | 236,88       | 64.533    | 32.500   | 32.033   | 272,5              | 101,5             |
| 30.06.2020 | 236,88       | 64.139    | 32.271   | 31.868   | 270,8              | 101,3             |
| 31.12.2020 | 247,00       | 63.506    | 31.870   | 31.636   | 257,1              | 100,7             |
Fortschreibungsergebnisse